# Podvin pri Polzeli
Podvin pri Polzeli je naselje u slovenskoj Općini Polzela. Podvin pri Polzeli se nalazi u pokrajini Štajerskoj i statističkoj regiji Savinjskoj.

## Ime naselja
Ime naselja promijenjeno je iz Podvin u Podvin Vranski 1952. godine. Ponovno je promijenjen iz Podvin Vranski u Podvin pri Polzeli 1963. godine.

## Crkva
Mjesna crkva, sagrađena na brdu Vimperk južno od naselja, posvećena je sv. Nikoli i pripada župi Polzela. To je gotička crkva koja je u velikoj mjeri obnovljena u 18. stoljeću.

## Stanovništvo
Prema popisu stanovništva iz 2018. godine naselje je imalo 275 stanovnika.

## Poznate osobe
- Neža Maurer (1930–), pjesnikinja i novinar[4]